# 栗田村 (福岡県)
栗田村（くりだむら）は、福岡県朝倉郡にあった村。

## 歴史
- 1889年（明治22年）4月1日 - 町村制の施行により、夜須郡栗田村、森山村、当所村、上高場村、山隈村、高上村が合併して村制施行し、栗田村が発足。
- 1896年（明治29年）4月1日 - 郡の統合により夜須郡が上座郡、下座郡と合併して朝倉郡が発足し同郡に所属[1]。
- 1908年（明治41年）9月1日 - 朝倉郡大三輪村と合併して三輪村を新設して消滅。